# Liste der honduranischen Botschafter im Vereinigten Königreich
Der honduranische Botschafter am Hof Hof von St. James residiert in 115 Gloucester Place, Royal Borough of Kensington and Chelsea, London.

## Geschichte
Am 28. November 1859 wurde ein Vertrag zwischen Victoria (Vereinigtes Königreich) und Francisco Cruz Castro geschlossen.
| Ernannt / Akkreditiert | Name                            | Bemerkung | ernannt von                    | akkreditiert während der Regierung von           | Posten verlassen |
| ---------------------- | ------------------------------- | --- | ------------------------------ | ------------------------------------------------ | ---------------- |
| 27. Aug. 1857          | Jean Victor Herran              | [ 2 ] | José Santos Guardiola          | Henry John Temple, 3. Viscount Palmerston        |                  |
| 12. Mai 1860           | Carlos Gutiérrez                | Ministre plénipotentiaire | José Santos Guardiola          | Henry John Temple, 3. Viscount Palmerston        |                  |
| 1867                   | Jean Victor Herran              | [ 4 ] | José María Medina              | Edward Geoffrey Smith Stanley, 14. Earl of Derby | 1873             |
| 4. März 1904           | Ángel Ugarte Vega               | (* 1856 in Tegucigalpa; † 1926) Sohn des Arztes Miguel Angel Ugarte (* 1862; † 1898) | Manuel Bonilla                 | Henry Campbell-Bannerman                         |                  |
| 29. Jan. 1946          | Tiburcio Carías Castillo        | [ 6 ] | Tiburcio Carias Andino         | Winston Churchill                                | 1947             |
| 1956                   | Carlos Roberto Reina            | Geschäftsträger | Roque I. Rodriguez             | Anthony Eden                                     | 1957             |
| 1960                   | Aníbal Villatoro Villatoro      | Geschäftsträger | José Ramón Villeda Morales     | Harold Macmillan                                 |                  |
| 1969                   | Carlos López Contreras          | | Oswaldo López Arellano         | Harold Wilson                                    |                  |
| 1971                   | Leonardo Casco Fortin           | (* 20. Oktober 1948 in Tegucigalpa) Geschäftsträger Generalkonsul | Ramón Ernesto Cruz             | Edward Heath                                     | 1979             |
| 1976                   | Danilo A. Cardona               | Geschäftsträger | Juan Alberto Melgar Castro     | James Callaghan                                  |                  |
| 1978                   | Ricardo Pineda Milla            | (* 1. Juni 1918) desempeñado el de ministro de Relaciones Exteriores Botschafter in Managua, Mexiko und Bogota. | Policarpio Juan Paz Garcia     | James Callaghan                                  | 1982             |
| 1984                   | José Donaldo Villatoro-Hall     | Geschäftsträger | Roberto Suazo Córdova          | Margaret Thatcher                                |                  |
| 29. Mai 1984           | Max Velasquez Diaz              | (* 17. April 1934 in Tegucigalpa) | Roberto Suazo Córdova          | Margaret Thatcher                                | 11. März 1985    |
| 1991                   | Carlos Manuel Zerón Pepitoni    | (* San Pedro Sula) 1982–1984: Geschäftsführer der Unión de Países Exportadores de Banano. 1986: Wirtschaftsminister anschließend Botschafter in Moskau 1990: Botschafter in Guatemala, 2004: Botschafter in Tokio. | Rafael Leonardo Calleja Romero | John Major                                       | 28. Mai 1994     |
| 1996                   | Roberto Flores Bermúdez         | 15. Jan. 1999 – 27. Jan. 2001: Außenminister. 3. Oktober 2012: Botschafter in Brüssel | Carlos Roberto Reina           | John Major                                       | 1998             |
| 12. Sep. 1997          | Iván Romero-Martinez            | | Carlos Roberto Reina           | Tony Blair                                       | 1998             |
| 24. Aug. 1999          | Hernán Antonio Bermúdez Aguilar | | Carlos Roberto Flores Facussé  | Tony Blair                                       | 2005             |
| 2001                   | Iván Romero Nasser              | [ 9 ] | Carlos Roberto Flores Facussé  | Tony Blair                                       | 2. Okt. 2007     |
| 28. Jan. 2008          | Iván Romero-Martinez            | [ 10 ] | Manuel Zelaya                  | Gordon Brown                                     |                  |